# Оберзюсбах
Оберзюсбах (нем. Obersüßbach) — община в Германии, в Республике Бавария.
Община расположена в правительственном округе Нижняя Бавария в районе Ландсхут и непосредственно подчиняется управлению  административного сообщества Фурт. Население составляет 1727 человек (на 31 декабря 2010 года). Занимает площадь 23,58 км².

## Население
По оценке на 31 декабря 2015 года население общины Оберзюсбах составляет 1734 чел. 

| Дата      | 1840 | 1871 | 1900 | 1925 | 1939 | 1950 | 1961 | 1970 | 1987 | 2011 |
| --------- | ---- | ---- | ---- | ---- | ---- | ---- | ---- | ---- | ---- | ---- |
| Население | 872  | 965  | 1055 | 1076 | 1018 | 1499 | 1029 | 997  | 1128 | 1708 |

| Год       | 1960 | 1970 | 1980 | 1990 | 2000 | 2009 | 2010 | 2011 | 2012 | 2013 | 2014 | 2015 |
| --------- | ---- | ---- | ---- | ---- | ---- | ---- | ---- | ---- | ---- | ---- | ---- | ---- |
| Население | 1014 | 983  | 974  | 1236 | 1550 | 1751 | 1727 | 1708 | 1715 | 1710 | 1717 | 1734 |

## Известные уроженцы
- Наглер, Георг Каспар (1801—1866) — немецкий писатель, историк искусства, критик.